# Jardi van der Lee
Jardi Christiaan van der Lee, né le 6 août 2001, est un coureur cycliste néerlandais.

## Biographie
Dans sa jeunesse, jusqu'à l'âge de vingt ans, Jardi van der Lee obtient peu de résultats notables. C'est en ligne, sur la plateforme Zwift qu'il se révèle en figurant parmi les meilleurs mondiaux.
En 2023, il remporte l'Omloop van Simpelveld, une course chez les amateurs et se classe quatrième de l'Orlen Nations Grand Prix, l'une des manches de la Coupe des Nations espoirs (moins de 23 ans). En août, il devient stagiaire au sein de la formation World Tour EF Education-EasyPost, avec qui, il participe uniquement au Tour de Langkawi où il se classe treizième.
En 2024, il passe professionnel chez EF Education-EasyPost.

## Palmarès
- 2023
  - Omloop van Simpelveld

### Classements mondiaux
| Année                                 | 2023  | 2024  |
| ------------------------------------- | ----- | ----- |
| Classement mondial                    | 1125e | 2076e |
|                                       |       |       |
| Légende : nc = non classéSource : UCI |       |       |